# Enguixat
L'enguixada és el revestiment fet amb guix aplicat com una capa sobre els paraments interiors d'un edifici, abans de ser revestits amb altres tipus d'acabat (p.e.: el lliscat) o de ser pintades. L'enguixada millora diverses propietats dels tancaments, com l'aïllament acústic, tèrmic, i resistència al foc. També permet d'eliminar irregularitats no majors d'un centímetre en els paraments, fet pel qual és utilitzat habitualment per a revestir les parets de maó. Les enguixades s'empren únicament en paraments interiors protegits de la intempèrie, ja que la humitat els degrada.

## Origen
S'han trobat parets revestides amb pasta de guix en cambres funeràries de l'antic Egipte datades al voltant del 2000 aC. L'enguixada es continua utilitzant avui dia com el revestiment principal en parets interiors de maó.

## Aplicació
L'enguixador (o guixaire) aplica aquesta capa als envans, murs i sostres, com a capa global, per a poder ser revestida posteriorment amb un material de textura més fina, que presenti una superfície amb un acabat més fi.
El guix emprat és guix negre, de color grisenc a causa de la presència d'impureses en la seva composició, i de granulometria més gruixuda que el guix blanc. El material ha de barrejar-se amb aigua (en barreges al 50-60%) en el mateix moment de la seva aplicació, ja que al cap de pocs minuts es comença a endurir i no tindrà capacitat d'adherència a la paret. Quan el guix ja ha començat a endurir se, se'n diu "guix mort", i cal llençar-lo.
Abans de l'aplicació del guix, s'ha d'humitat la paret, per tal d'evitar que el suport assequi el material abans d'hora, evitant que prengui correctament. El guix s'aplica a mà amb una plana de fusta, amb la qual s'allisa. L'enguixatge amb guix negre sol tenir d'un a dos centímetres de gruix, no essent recomanables gruixos més gruixuts que un centímetre, ja que el material pot esquerdar-se més fàcilment.
Hi ha dues modalitats d'aplicació del guix:
- Guix reglejat: denominat així per raó de la utilització de mestres o llistons verticals de fusta que es col·loquen prèviament a la paret a fi d'assegurar un gruix homogeni de la capa de guix. En aquests casos, s'aplica el guix i s'anivella passant per la superfície una regleta que es va recolzant en les mestres.
- Guix sense mestrejar o "a bona vista": procediment més rudimentari, l'acabat final depèn en gran manera de la perícia del guixaire.

És convenient de no enguixar en dies massa secs i calorosos, ja que l'assecament prematur del guix pot produir fissures per retracció.